# Terzi di Fermo
I Terzi di Fermo originano dai Terzi di Parma per discendenza da Giovanni Filippo, o Gio Filippo, figlio di Giacomo Terzi, fratello di Ottobuono de' Terzi che arrivato nella Marca d'Ancona, assunse il nuovo cognome di Guerrieri. I Terzi vantavano la loro origine nella casata dei da Cornazzano (o "Terzi da Cornazzano")  che era stata investita da Federico II di Svevia delle castellanie di Tizzano Val Parma, di Belvedere (oggi Castelnuovo Fogliani).
Il 27 maggio 1409, in un agguato riuscito grazie alla complicità di Niccolò III d'Este, fu ucciso a tradimento da Muzio Attendolo Sforza, a Rubiera, presso Modena, Ottobuono de' Terzi, signore di Parma e Reggio. Nei mesi seguenti finirono uccisi anche i fratelli d'Ottobuono, Jacopo o Giacomo Terzi e Giovanni, tutti figli di Niccolò Terzi il Vecchio. Consumati quei tragici avvenimenti, si ebbe la dispersione dei figli d'Ottobuono. Dopo un decennio i Terzi di Parma riacquistarono forza e prestigio grazie al celebre Niccolò de' Terzi, il Guerriero, figlio naturale legittimato d'Ottobuono, conte di Tizzano Val Parma e di Belvedere (oggi Castelnuovo Fogliani)  valoroso condottiero, consigliere e diplomatico del duca Filippo Maria Visconti, che seppe riguadagnare gran parte dei feudi perduti dalla famiglia nel 1409, e fra questi Colorno e Guardasone, conservandoli sino al 1449, quando, morto il Visconti, prese il potere nel Ducato di Milano il condottiero Francesco Sforza, figlio di Muzio.

## Guerrieri
Un nipote di Ottobuono, Giovanni Filippo, o Gio-Filippo, figlio del giureconsulto Giacomo Terzi, si trasferì nella Marca Anconitana dove abbandonò il cognome dei Terzi per assumere, inesplicabilmente, quello nuovo di "Guerrieri." Con questo cognome lo si trova esercitare la funzione di Podestà nel 1431 a Osimo.
Come il padre dottore in “utroque jure” e capitano d’armi, Giovanni Filippo esercitò i propri talenti tanto nelle funzioni podestarili quanto nell’arte della guerra. Nel novembre 1445 si trovava a Monte San Pietro degli Agli (o Monsanpiero), nella terra di Sant’Elpidio, distante poche miglia dalla città di Fermo, belligerante a fianco del cugino Niccolò de' Terzi, il Guerriero. Questi , eseguendo gli ordini ricevuti da Filippo Maria Visconti, si era trasferito quell’autunno al comando della sua cavalleria e delle truppe, in parte reclutate nel Parmense e nel Reggiano, nella Marca Anconitana. Qui aveva unito le sue forze a quelle di Giovanni Filippo, di quartiere alla rocca di Monsanpiero, per andare a supporto di quelle di Francesco Piccinino, capitano generale del Duca di Milano, assediato da Francesco Sforza.
Quando Fermo, il 25 novembre si ribellò ad Alessandro Sforza che la occupava  e non appena Niccolò il Guerriero, che stava “valevolissimo difensore” nella rocca di Monsanpiero lo seppe, inviò subito in appoggio degli insorti un contingente di milizie sotto il comando di Giovanni Filippo, o “Gianfilippo de Giacomo Guerriero“ come le cronache coeve lo chiamano.
Meritata la gratitudine di Fermo, che lo accolse quale suo valoroso difensore, Giovanni Filippo Guerrieri, già dei Terzi, vi si stabilì definitivamente, considerato tra i più eminenti cittadini. Il 6 gennaio 1446, poche settimane dopo aver recato decisivo soccorso alla città, si trovava accanto ai Priori nella cerimonia d’accoglienza di Domenico Capranica, nuovo legato del governo pontificio per la Marca. Sposò Andreana dei Verrieri di Sant’Elpidio, signora del Castellano e della Valle, e divenne capostipite della nuova casata dei Guerrieri". Nel 1453, il Guerrieri fu a Norcia, nuovamente investito delle funzioni di podestà, accompagnato "di una onorevolissima lettera dei Priori di Fermo".
Giovanni Filippo Guerrieri ebbe da Andreana dei Verrieri cinque figli. Il primogenito Apollonio, o Polonio, tra il 1488 e il 1492 rappresentò Fermo in ambascerie presso il papa Alessandro VI Borgia, e in seguitò venne inviato quale podestà ad Osimo. Nacquero quindi Giacomo o Giacopo, capitano d’armi che fu eletto tra i Priori,  e Giovanni Battista, anch’egli valente uomo d’arme, che si guadagnò tuttavia pessima fama, esiliato per aver tentato nell’agosto 1515 d'impadronirsi di Fermo. Altri figli furono Alessandro, che sposò Lodovica de’ Paccaroni, d'illustre casata fermana, e Giovanni Francesco.

## Guerrieri Gonzaga

Stemma Guerrieri di Fermo e Guerrieri Gonzaga di Mantova.

I discendenti maschi di Giovanni Francesco, mentre la famiglia Guerrieri estendeva le sue radici e la sua influenza nella Marca Anconitana, colsero l’opportunità, in due successive occasioni, d’essere accolti presso la corte dei Gonzaga.
La prima si presentò nel novembre del 1496. Francesco II Gonzaga, signore di Mantova, tornando dal regno di Napoli dove aveva comandato le truppe del corpo di spedizione che la Repubblica di Venezia aveva inviato in soccorso di Ferdinando V d'Aragona, si fermò nella Marca d’Ancona. Mentre assisteva a un torneo in suo onore a Offida restò ammirato d’uno splendido destriero che gli veniva recato in dono, cavalcato da Ludovico, primogenito di Giovanni Francesco Guerrieri. Valutati i pregi del cavaliere, oltre a quelli del palafreno, volle portarsi a Mantova tutti e due: l’uno, per incrementare il suo celeberrimo allevamento di cavalli da guerra; e Ludovico Guerrieri, il prestante armigero e cavaliere a decoro e miglior servizio della sua corte in riva al Mincio.
La seconda felice occasione per i Guerrieri si presentò sei anni dopo, nell’autunno del 1503 quando Francesco II Gonzaga, luogotenente generale allora delle truppe francesi in Italia, reduce da un’altra guerra combattuta nel Regno di Napoli, deluso e ammalato, fece sosta a Fermo magnificamente ospitato della famiglia di Giovanni Francesco. Riconoscente per l’accoglienza e le cure ricevute, il signore di Mantova, compensò Giovanni Francesco Guerrieri accogliendo alla sua corte altri due della famiglia: Giovanni Battista e Vincenzo che raggiunsero così il più anziano fratello Ludovico, da oltre un lustro già al servizio dei Gonzaga.
Così un ramo dei Guerrieri di Fermo si trapiantò a Mantova, originando quindi la casata dei Guerrieri Gonzaga. Questo avvenne il dì penultimo aprilis 1506 allorché il Gonzaga decretò che Lodovico Guerrieri, che aveva accumulato molti meriti nei dieci anni trascorsi dall'incontro di Offida con Francesco Gonzaga, fosse aggregato alla sua casata e assumesse da allora per sé e discendenza il cognome "Guerrieri Gonzaga".
I due fratelli, personaggi d’alto rango alla corte dei Gonzaga, tornarono episodicamente nella Marca Anconitana e nel fermano. I Priori chiamarono Ludovico nel 1522 per sedare gli scontri della famiglia dei Guerrieri con quella dei Brancadoro, e in quell’occasione, pacificati i contendenti, si rammaricò per un’assenza da Fermo, che continuava a considerare sua patria, durata ben ventisei anni (confermando con ciò che la sua partenza era avvenuta nel 1496.
Ludovico sposò Violante da Correggio. Morì nel 1530 senza lasciare figli maschi. L'unica figlia, Isabella, della quale si conosce il ritratto dipinto da Paolo Veronese, andò sposa a Galeazzo Canossa.
Vincenzo (1495 - 1563) convolò a nozze nel 1554 con Francesca Soardi, figlia di Giacomo, nobile di Bergamo, che gli diede tre figlie (Olimpia, Lucrezia e Violante), due figli maschi: Ludovico e Tullo. Da questi prolificò a Mantova la discendenza della famiglia che ebbe il suo capostipite, a Fermo, in Giovanni Filippo Guerrieri, già dei Terzi di Parma, figlio di Giacomo Terzi, nipote di Niccolò Terzi il Vecchio. La figura più eminente del nuovo ramo mantovano resta quella del cardinale Cesare Guerrieri Gonzaga (1749 – 1832).